# Czesław Radzewicz
Czesław Radzewicz – polski fizyk, dr hab. nauk fizycznych, profesor zwyczajny Instytutu Fizyki Doświadczalnej im. Stefana Pieńkowskiego Wydziału Fizyki Uniwersytetu Warszawskiego.

## Życiorys
Absolwent studiów fizycznych na Uniwersytecie Warszawskim. Obronił pracę doktorską, w 1990 habilitował się na podstawie rozprawy zatytułowanej Światło chaotyczne ze stałą amplitudą w procesach wymuszonego rozpraszania ramanowskiego. 31 października 2000 nadano mu tytuł profesora w zakresie nauk fizycznych. Został zatrudniony na stanowisku profesora w Instytucie Chemii Fizycznej Polskiej Akademii Nauk.
Jest profesorem zwyczajnym w Instytucie Fizyki Doświadczalnej im. Stefana Pieńkowskiego na Wydziale Fizyki Uniwersytetu Warszawskiego.
Wśród wypromowanych przez niego doktorów znaleźli się: Piotr Wasylczyk oraz Piotr Fita.